# Ферранти, Донателла
Донателла Ферранти (итал. Donatella Ferranti, родилась 3 июня 1957 года в Тарквинии) — итальянский политик, председатель II комиссии (по юстиции) Палаты депутатов Италии; член Демократической партии.

## Биография
Получила образование юриста, работала служащей в магистрате. Заседает в Палате депутатов Италии с 29 апреля 2008 года. Переизбрана в 2013 году от XVI избирательного округа Лацио 2 по спискам Демократической партии. С 19 марта 2013 года — председатель II комиссии (по юстиции) в Палате депутатов.
Замужем, двое детей.